# Jason Davis (Schauspieler, 1984)

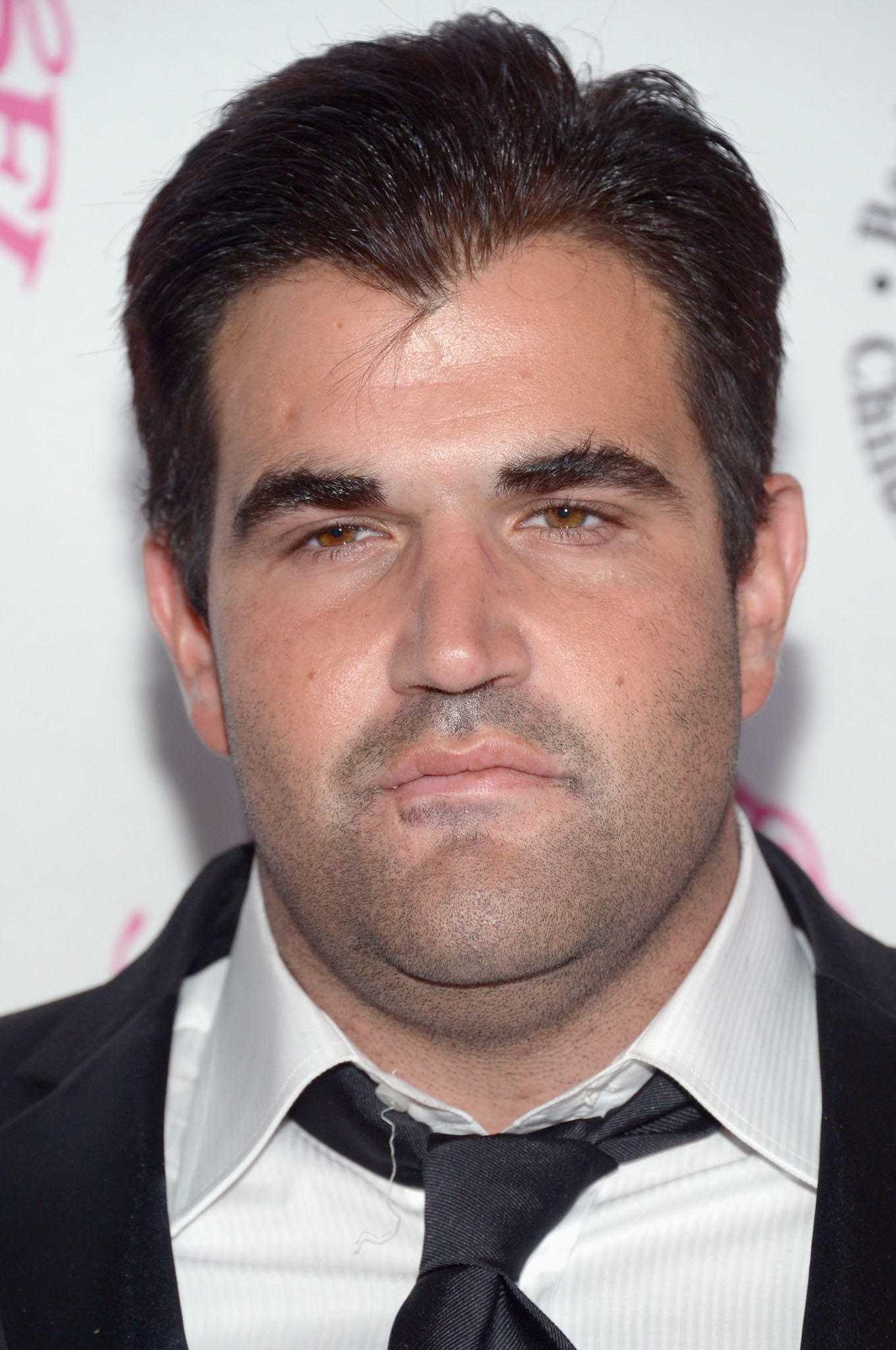
Jason Davis (2016)

Jason Davis (* 14. Oktober 1984 in Salt Lake City, Utah; † 16. Februar 2020 in Los Angeles, Kalifornien) war ein US-amerikanischer Schauspieler und Synchronsprecher.

## Leben
Davis wurde im Jahr 1984 in Utah geboren. Seine Eltern waren der türkisch-amerikanische Einwanderer Nebil Zarif und Nancy Davis. Sein Onkel ist der Film- und Fernsehproduzent John Davis. Seine Brüder waren Brandon und Alexander Davis.
Davis startete sein Synchronkarriere 1993. Er synchronisierte Mikey Blumberg und den Pfadfinder Phil aus der Serie Disneys Große Pause. Er war auch als Schauspieler aktiv. So war er in den Komödien Mafia! – Eine Nudel macht noch keine Spaghetti! oder Rush Hour zu sehen.
Von 2010 bis 2011 nahm Davis an der vierten Staffel der Drogenentzugs-Realityshow Celebrity Rehab with Dr. Drew teil. Am 28. Januar 2011 wurde er wegen Drogenbesitzes verhaftet. Am 16. Februar 2020 wurde Davis gegen 10:30 Uhr in seinem Badezimmer tot aufgefunden. Als Todesursache wird eine Heroin- oder Opioidüberdosis vermutet.

## Filmografie (Auswahl)
- 1993: The Crude Oasis
- 1993, 1995: Roseanne (Fernsehserie, 3 Episoden)
- 1994: Immer Ärger mit Dave (Dave’s World, Fernsehserie, 1 Episode)
- 1997: Beverly Hills Ninja – Die Kampfwurst (Beverly Hills Ninja)
- 1997: Eine himmlische Familie (7th Heaven, Fernsehserie, 3 Episoden)
- 1997–2001: Disneys Große Pause (Recess, Fernsehserie, 129 Episoden)
- 1998: Frühstück mit Einstein (Breakfast with Einstein, Fernsehfilm)
- 1998: Mafia! – Eine Nudel macht noch keine Spaghetti! (Jane Austen’s Mafia!)
- 1998: Rush Hour
- 2001: Disneys Große Pause: Die geheime Mission (Recess: School's Out, Stimme)
- 2001: Disneys Große Pause: Der Weihnachtswunderfilm (Recess Christmas: Miracle on Third Street, Stimme)
- 2003: Disneys Große Pause: Wir sind Fünftklässler (Recess: Taking the Fifth Grade, Stimme)
- 2003: Recess: All Growed Down (Stimme)
- 2008: Sexy Biester in der High School (Fab Five: The Texas Cheerleader Scandal, Fernsehfilm)
- 2013: Fallen Angel (Kurzfilm)
- 2014: The Bathroom Diaries (Fernsehserie, 1 Episode)